# Samuel Konstanty Szczawiński
Samuel Konstanty Szczawiński herbu Prawdzic (zm. 1693) – kasztelan kruszwicki.

## Rodzina
Urodził się w rodzinie Jakuba Szczawińskiego, wojewody brzesko-kujawskiego, i Zofii z Sokołowskich. Bracia Samuela: Jakub Olbracht i Paweł Ludwik piastowali urzędy wojewodów inowrocławskich.
Samuel poślubił Elżbietę Koniecpolską, córkę Samuela (zm. 1641), kasztelana chełmskiego i Anny Herburt. Była ona wdową po Michale Stanisławskim. Z małżeństwa urodziła się córka Konstancja, późniejsza żona Samuela Lipskiego, stolnika kijowskiego.

## Pełnione urzędy
Urząd kasztelana kruszwickiego sprawował w latach 1660-1693. Rotmistrz w czasie walk z Kozakami.
Był elektorem Michała Korybuta Wiśniowieckiego z województwa inowrocławskiego w 1669 roku.